# Chignin (AOC)
Pour les articles homonymes, voir Chignin (homonymie).
Le chignin, ou vin de Savoie Chignin, est un vin blanc produit sur la commune de Chignin, en Savoie. Il s'agit d'une dénomination géographique au sein de l'appellation d'origine contrôlée vin de Savoie (ou savoie).

## Historique
L'AOC vin de Savoie a été obtenue en 1973.

## Vignoble

### Présentation
L'aire de production couvre 230 hectares des 830 hectares de la commune. Les vins produits sont essentiellement des vins blancs (6 800 hectolitres). Les vins rouges sont plus confidentiels (550 hectolitres). La production de vins rosés est infime (70 hectolitres). Sa production totale est de 7 420 hl. La vigne  est élevée sur les pentes du village exposées sud ou sud-ouest. Il utilise le cépage jacquère pour le vin blanc ; les cépages gamay, pinot noir et mondeuse pour le vin rouge.

### Lieux-dits

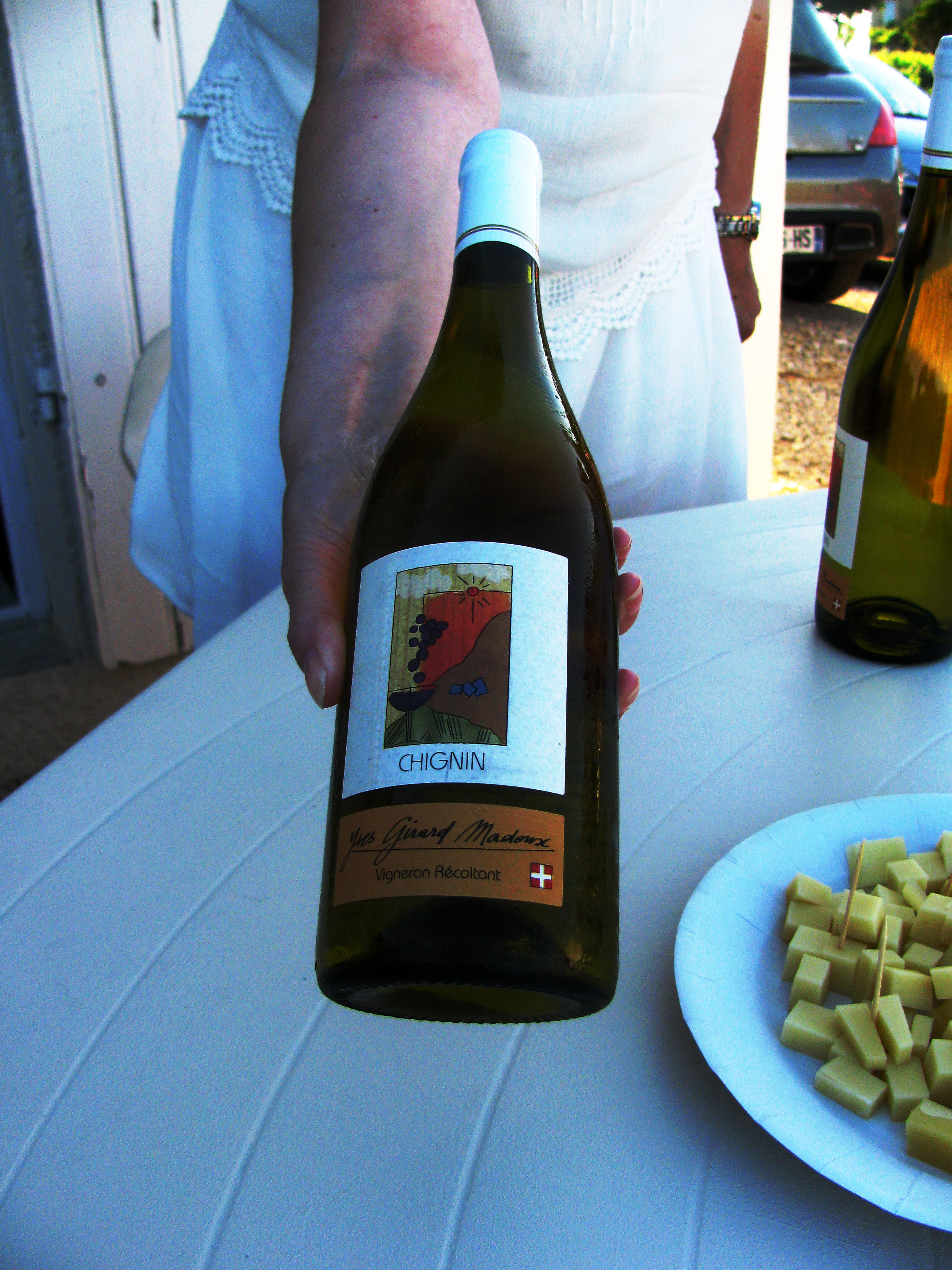
AOC Chignin blanc

- Les Côtes
- Chef-lieu
- Le Villard
- Tormery
- Montlevin
- Le Viviers
- La Gare

### Encépagement
En blanc, le cépage principal est la jacquère B, avec en cépages accessoires l'aligoté B, l'altesse B, le chardonnay B, la mondeuse B et le veltliner rouge précoce Rs.
En rouge, les cépages principaux sont le gamay N, la mondeuse N et le pinot noir N, complétés avec les cépages accessoires que sont le cabernet franc N, le cabernet sauvignon N et persan N.

### Terroir et vins
« Les pentes d’éboulis calcaires du haut du vignoble accueillent principalement les cépages blancs, largement dominés par la jacquère. Les cépages noirs, la mondeuse, le gamay et le pinot noir, préférant les bas de pentes et les terroirs de marnes calcaires, qui rappellent ceux de la Vallée du Rhône. ».

### Types de vins, gastronomie et températures de service
L'AOC donne des « rouges d’une belle tenue, à la robe pourpre, qui proposent une gamme aromatique séduisante de fruits rouges ou noirs, selon le cépage privilégié : framboise avec une finale sur la truffe pour la mondeuse ; cerise ou fraise pour le gamay ; mûre ou pruneau pour le pinot noir ». Il est parfait pour accompagner la charcuterie savoyarde ainsi que les mets à base de viandes blanches, il se sert à 12 degrés.
Le chignin blanc, donne « des vins secs et légers, à la robe jaune brillant, délicatement fruités et à consommer jeune. Ils se distinguent au nez par de subtiles notes de noisettes et de pommes ». Il s'accorde bien avec du poisson et se marie parfaitement avec la fondue savoyarde. Il se sert entre 8 et 10 degrés.